# Confraternita di santa Maria di Piedigrotta e dei santi Gennaro e Catello
è una confraternita di Taranto fondata nel 1895

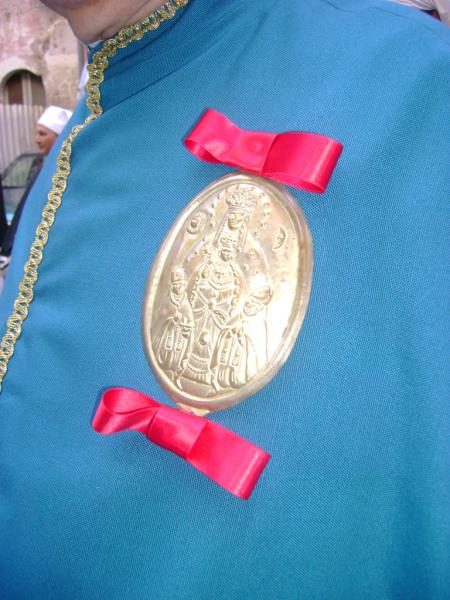
Medaglione della mozzetta

## Storia

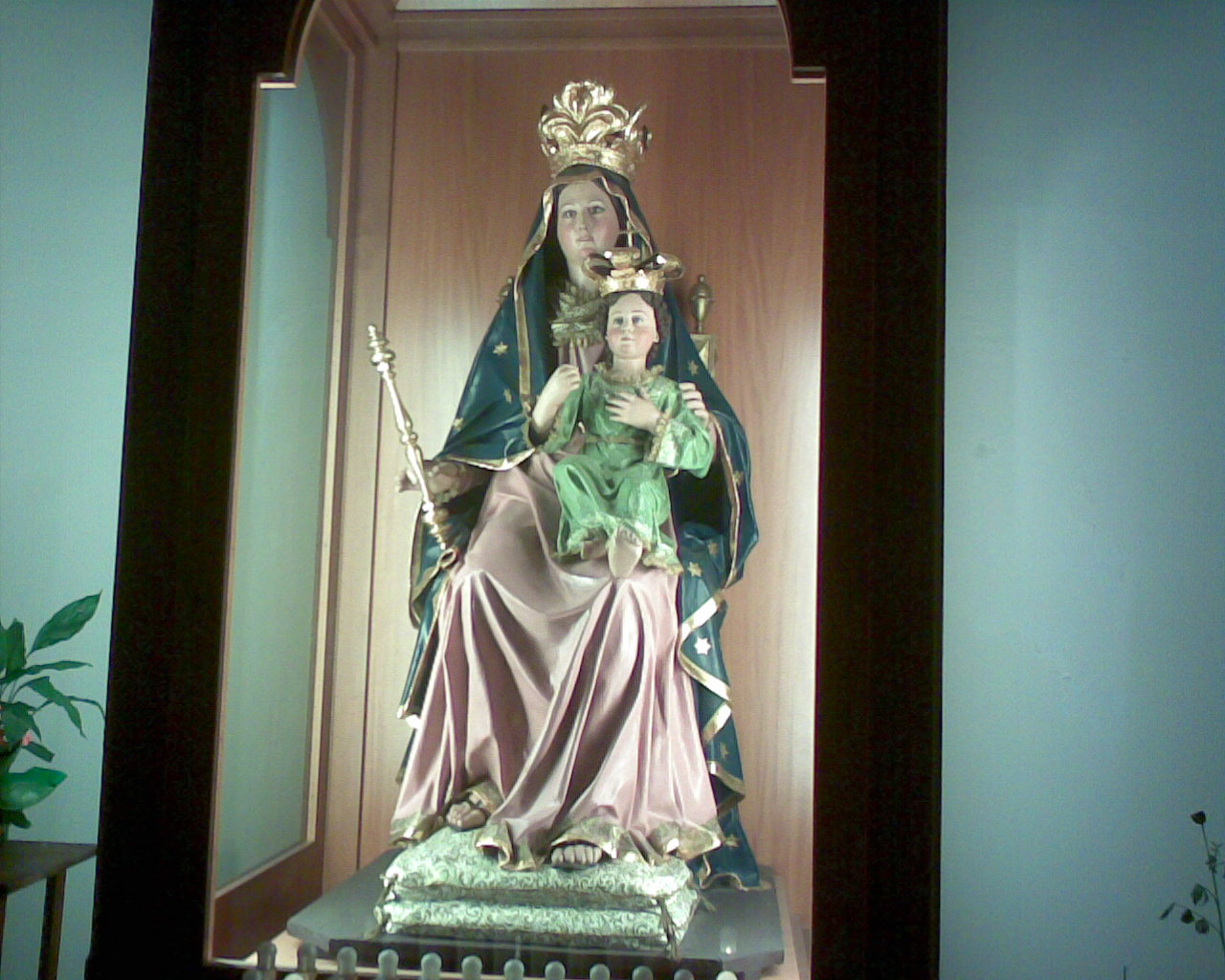
Statua della Madonna di Piedigrotta nella chiesa di San Francesco di Paola

La confraternita fu fondata il 5 agosto 1895 con decreto dell'arcivescovo di Taranto Pietro Alfonso Jorio nella chiesa di San Francesco di Paola in Taranto.
La fondazione fu voluta da alcuni operai del Regio Arsenale Militare Marittimo di Taranto che erano originari di Napoli e Castellammare di Stabia, per tale motivo il sodalizio fu intitolato alla Madonna di Piedigrotta, San Gennaro (Patroni di Napoli) e San Catello (Patrono di Castellamare di Stabia).
Gli scopi della fratellanza, oltre a quello di culto, erano il mutuo soccorso fra i confratelli ed in caso di morte, la sepoltura nella cappella gentilizia della confraternita per tutti i membri.
Secondo lo statuto del 1895 alla confraternita possono aderire coloro che sono di origine napoletana o stabiese che per vari motivi vivono in Taranto e anche persone che sono di Taranto
La confraternita celebrava con solennità la festa della Madonna di Piedigrotta e dei due santi patroni e partecipava alla processione di San Francesco di Paola.
La confraternita si esaurì subito dopo la Seconda guerra mondiale a causa del periodo del fermo post-bellico dell'arsenale e a causa del ritorno a casa della maggior parte della comunità partenopea di Taranto.
Attualmente la confraternita si è trasferita nella chiesa di Sant'Agostino.

## Abito di Rito
I confratelli indossavano un abito molto diverso rispetto alle altre congreghe tarantine perché richiamava la tradizione napoletana.
L'abito di rito era così composto:
- a differenza di tutte le congreghe di taranto i confratelli non indossavano un cappuccio sul capo ma si legavano al collo un grande cappuccio che scendeva sulle spalle con dei grossi buchi per gli occhi,

- Mozzetta celeste chiusa con un solo bottone nella parte superiore con cucito sulla sinistra un medaglione che raffigurava i santi titolari del sodalizio,

- Camice bianco,

- Cintura di seta rossa,

- Scarpe nere e calze bianche.